# La Forge (film)
Pour les articles homonymes, voir La Forge, Les Forges et Forge.
Pour plus de détails, voir Fiche technique et Distribution.
La Forge (The Forge) est un film américain réalisé par Alex Kendrick et sorti en 2024.

## Synopsis
Isaiah Wright (Aspen Kennedy) joue au basketball ou aux jeux vidéo avec ses amis, sans objectif de vie. Sa mère, Cynthia Wright (Priscilla Shirer), l’encourage à trouver un emploi. Il découvre alors un mentor qui aura une influence dans sa vie. 

## Fiche technique
- Réalisation : Alex Kendrick
- Scénario : Alex Kendrick, Stephen Kendrick
- Durée : 125 minutes
- Date de sortie : 23 août 2024 aux États-Unis

## Distribution
- Cameron Arnett : Joshua Moore
- Priscilla Shirer :
  - Cynthia Wright
  - Elizabeth Jordan
- Aspen Kennedy : Isaiah Wright
- Karen Abercrombie : Miss Clara Williams
- T.C. Stallings : Tony Jordan
- BJ Arnett : Janelle Moore
- Ken Bevel : James
- Benjamin Watson : Benjamin
- Jonathan Evans : Jonathan
- Jerry Shirer : Vaughn
- Tommy Woodard : Bobby
- Marianne Haaland : Wanda
- Brian Porzio : Diego
- Dylan Cruz : Carlos
- Stephen C. Lewis : Emmett
- Willie Mellina : Todd
- Justin Sterner : Cody
- Brendan Goshay : Curtis
- Benjamin Wandermey : Wyatt
- Alexandra Rose Frazier : Abigail Watson
- Alena Pitts : Danielle Jordan

## Accueil

### Box-office
Le film a récolté 28,4 millions de dollars au box-office mondial pour un budget de 5 millions de dollar.

### Critiques
Sur Rotten Tomatoes, le film obtient une moyenne d’appréciation de 73% de la presse et 99% de l’audience.